# Dienis Kołodin
Dienis Aleksiejewicz Kołodin (ros. Денис Алексеевич Колодин, ur. 11 stycznia 1982 w Kamyszynie) – piłkarz rosyjski grający na pozycji środkowego obrońcy.

## Kariera klubowa
Kołodin pochodzi z miasta Kamyszyn, leżącego w obwodzie wołgogradzkim. Piłkarską karierę rozpoczął jednak w stolicy tego regionu, Wołgogradzie, w tamtejszym klubie Olimpia Wołgograd. W jego barwach występował na amatorskim poziomie, a pierwszym profesjonalnym klubem Dienisa stał się Urałan Elista, do którego trafił w 2002 roku. Wtedy też zadebiutował w jego barwach w Premier Lidze i wywalczył miejsce w wyjściowej jedenastce. W 2003 roku zespół spadł jednak do Pierwszej Dywizji, a Kołodin po sezonie przeniósł się do Krylji Sowietow Samara.
W 2004 roku Kołodin zajął z Krylją Sowietow najwyższe miejsce w historii klubu – 3. W 2005 roku bronił się jednak z zespołem z Samary przed spadkiem, ale jeszcze w trakcie sezonu za 2 miliony euro trafił do Dynama Moskwa, gdzie stał się filarem linii obrony. W 2005 roku zajął 8. miejsce w lidze, a w 2006 swoją postawą przyczynił się do utrzymania moskiewskiej drużyny w lidze. W 2012 roku był wypożyczony z Dynama do FK Rostów.
Latem 2013 roku Kołodin przeszedł do Wołgi Niżny Nowogród. W 2015 grał w Sokole Saratów. W 2016 trafił do kazachskiego klubu Ałtaj Semej.
| Sezon   | Klub                   | Kraj       | Rozgrywki        | Mecze | Bramki |
| ------- | ---------------------- | ---------- | ---------------- | ----- | ------ |
| 2002    | Urałan Elista          | Rosja      | Priemjer-Liga    | 22    | 1      |
| 2003    | Urałan Elista          | Rosja      | Priemjer-Liga    | 22    | 3      |
| 2004    | Krylja Sowietow Samara | Rosja      | Priemjer-Liga    | 25    | 1      |
| 2005    | Krylja Sowietow Samara | Rosja      | Priemjer-Liga    | 14    | 1      |
| 2005    | Dinamo Moskwa          | Rosja      | Priemjer-Liga    | 13    | 1      |
| 2006    | Dinamo Moskwa          | Rosja      | Priemjer-Liga    | 27    | 1      |
| 2007    | Dinamo Moskwa          | Rosja      | Priemjer-Liga    | 27    | 9      |
| 2008    | Dinamo Moskwa          | Rosja      | Priemjer-Liga    | 22    | 1      |
| 2009    | Dinamo Moskwa          | Rosja      | Priemjer-Liga    | 23    | 2      |
| 2010    | Dinamo Moskwa          | Rosja      | Priemjer-Liga    | 15    | 1      |
| 2011/12 | Dinamo Moskwa          | Rosja      | Priemjer-Liga    | 3     | 0      |
| 2011/12 | FK Rostów              | Rosja      | Priemjer-Liga    | 8     | 0      |
| 2012/13 | Dinamo Moskwa          | Rosja      | Priemjer-Liga    | 2     | 0      |
| 2013/14 | Wołga Niżny Nowogród   | Rosja      | Priemjer-Liga    | 21    | 0      |
| 2014/15 | Sokoł Saratów          | Rosja      | Pierwyj diwizion | 5     | 0      |
| 2016    | Ałtaj Semej            | Kazachstan | Byrynszy liga    | 22    | 0      |

## Kariera reprezentacyjna
W reprezentacji Rosji Kołodin zadebiutował 18 sierpnia 2004 roku w wygranym 4:3 meczu z Litwą. W 2008 roku został powołany przez selekcjonera Guusa Hiddinka do kadry na Euro 2008. Na tym turnieju dotarł z Rosją do półfinału.